# Shannon-díj
A Shannon-díjat az információelmélet területén végzett következetes és mélyreható hozzájárulások elismerésére hozták létre. A díjat az IEEE Information Theory Society (IEEE Információelméleti Társaság) adja át minden évben 1972 óta.  
Ez egy rangos információelméleti díj, amely lefedi a matematika, a kommunikációtechnika és az elméleti számítástechnika metszéspontjában elért műszaki hozzájárulásokat.
Minden Shannon-díjasnak a díj elnyerésekor Shannon-előadást kell tartania a következő IEEE Nemzetközi Információelméleti szimpóziumon.
Nevét Claude Shannonról kapta, aki egyben az első díjazott is volt.

## Díjazottak
- 1972 – Claude Shannon
- 1974 – David S. Slepian
- 1976 – Robert M. Fano
- 1977 – Peter Elias
- 1978 – Mark Semenovich Pinsker
- 1979 – Jacob Wolfowitz
- 1981 – W. Wesley Peterson
- 1982 – Irving S. Reed
- 1983 – Robert G. Gallager
- 1985 – Solomon W. Golomb
- 1986 – William Lucas Root
- 1988 – James Massey
- 1990 – Thomas M. Cover
- 1991 – Andrew Viterbi
- 1993 – Elwyn Berlekamp
- 1994 – Aaron D. Wyner
- 1995 – George David Forney
- 1996 – Csiszár Imre
- 1997 – Jacob Ziv
- 1998 – Neil Sloane
- 1999 – Tadao Kasami
- 2000 – Thomas Kailath
- 2001 – Jack Keil Wolf
- 2002 – Toby Berger
- 2003 – Lloyd R. Welch
- 2004 – Robert McEliece
- 2005 – Richard Blahut
- 2006 – Rudolf Ahlswede
- 2007 – Sergio Verdú
- 2008 – Robert M. Gray
- 2009 – Jorma Rissanen
- 2010 – Te Sun Han
- 2011 – Shlomo Shamai (Shitz)
- 2012 – Abbas El Gamal
- 2013 – Marton Katalin
- 2014 – Körner János
- 2015 – Robert Calderbank
- 2016 – Alexander Holevo
- 2017 – David Tse
- 2018 – Gottfried Ungerboeck
- 2019 – Erdal Arıkan
- 2020 – Charles Bennett
- 2021 – Alon Orlitsky
- 2022 – Raymond W. Yeung
- 2023 – Rüdiger Urbanke
- 2024 – Andrew Barron

## Fordítás
- Ez a szócikk részben vagy egészben  a   Claude E. Shannon Award című angol Wikipédia-szócikk fordításán alapul.  Az eredeti cikk szerkesztőit annak laptörténete sorolja fel. Ez a jelzés csupán a megfogalmazás eredetét és a szerzői jogokat jelzi, nem szolgál a cikkben szereplő információk forrásmegjelöléseként.